# Elfgard Schittenhelm
Pour les articles homonymes, voir Schittenhelm.
Elfgard Sibylle Schittenhelm (née le 13 septembre 1947 à Stuttgart) est une athlète représentant l'Allemagne de l'Ouest, spécialiste du sprint. 

## Biographie

### Palmarès
| Date | Compétition                    | Lieu     | Résultat | Épreuve        | Performance  |
| ---- | ------------------------------ | -------- | -------- | -------------- | ------------ |
| 1970 | Championnats d'Europe en salle | Vienne   | 2e       | 4 × 200 m      | 1 min 37 s 6 |
| 1970 | Championnats d'Europe en salle | Vienne   | 2e       | 2 000 m relais | 5 min 01 s 1 |
| 1971 | Championnats d'Europe en salle | Sofia    | 2e       | 4 × 200 m      | 1 min 38 s 0 |
| 1971 | Championnats d'Europe          | Helsinki | 3e       | 100 m          | 11 s 5       |
| 1971 | Championnats d'Europe          | Helsinki | 1re      | 4 × 100 m      | 43 s 3       |
| 1972 | Championnats d'Europe en salle | Grenoble | 1re      | 4 × 180 m      | 1 min 24 s 1 |
| 1973 | Universiade                    | Moscou   | 2e       | 100 m          | 11 s 62      |
| 1974 | Championnats d'Europe          | Rome     | 2e       | 4 × 100 m      | 42 s 75      |

### Records
| Épreuve    | Performance | Lieu | Date |
| ---------- | ----------- | ---- | ---- |
| 100 mètres | 11 s 30     | —    | 1972 |